# Chińska Akademia Nauk
Chińska Akademia Nauk (chiń. upr. 中国科学院, chiń. trad. 中國科學院, pinyin Zhōngguó Kēxuéyuàn; CAS z ang. Chinese Academy of Sciences) – największa chińska państwowa instytucja naukowa. Jest głównym chińskim ośrodkiem badawczym w zakresie nauk ścisłych i techniki. Jej siedziba mieści się w Pekinie, ma także regionalne oddziały w Shenyang, Changchun, Szanghaju, Nankinie, Wuhan, Guangzhou, Chengdu, Kunming, Ningbo, Xi’an, Lanzhou, Hefei i Xinjiangu.
Założona w listopadzie 1949 roku, CAS odgrywa kluczową rolę w chińskim systemie nauki i technologii. W 2023 roku zatrudniała około 71 300 pracowników, w tym około 61 700 badaczy, z czego około 33 300 to profesorowie lub profesorowie nadzwyczajni.
CAS składa się z ponad 100 instytutów badawczych, 12 oddziałów regionalnych, trzech uniwersytetów oraz 11 organizacji wspierających, działających w 23 prowincjach Chin . Do najważniejszych jednostek edukacyjnych należą Uniwersytet Nauki i Technologii Chin (University of Science and Technology of China, USTC) oraz Uniwersytet Chińskiej Akademii Nauk (University of the Chinese Academy of Sciences, UCAS).
W ramach CAS funkcjonuje sześć wydziałów akademickich: matematyki i fizyki, chemii, nauk biologicznych i medycznych, nauk o Ziemi, technologii informacyjnych oraz nauk technicznych. Członkostwo w CAS jest najwyższym wyróżnieniem naukowym w Chinach i przyznawane jest dożywotnio przez prezydium Akademii w drodze rygorystycznego procesu wyborczego.
CAS odgrywa również istotną rolę w międzynarodowej współpracy naukowej, będąc inicjatorem i członkiem zarządu Sojuszu Międzynarodowych Organizacji Naukowych (Alliance of International Science Organizations, ANSO) oraz prowadząc program stypendialny PIFI (President's International Fellowship Initiative).

## Przewodniczący Chińskiej Akademii Nauk[2]
1. Guo Moruo (1949–1978)
2. Fang Yi (1979–1981)
3. Lu Jiaxi (1981–1987)
4. Zhou Guangzhao (1987–1997)
5. Lu Yongxiang (1997–2011)
6. Bai Chunli (2011–2020)
7. Hou Jianguo (od 2020)

Obecnym przewodniczącym (stan na 2025 rok) jest Hou Jianguo, który objął to stanowisko w 2020 roku. Jego poprzednik, Bai Chunli, pełnił funkcję przewodniczącego w latach 2011–2020.